# Øyvind Asbjørnsen
Øyvind VonDoren Asbjørnsen (nascut el 28 de novembre de 1963) és un productor de cinema, director i emprenedor noruec.
Ha realitzat diversos documentals, sèries de televisió i curtmetratges. Un dels seus treballs més destacats va ser El príncep dels escacs, un documental de 2005 sobre el prodigi dels escacs de 13 anys Magnus Carlsen. És el productor executiu i director de fotografia del llargmetratge documental MAGNUS que es va estrenar mundialment al Festival de Cinema de Tribeca l'abril de 2016. Øyvind Asbjørnsen ha utilitzat des de principis dels anys 90 el pseudònim Asa Von Doren en moltes de les seves pel·lícules. El 2016 també va canviar el seu nom per incloure Von Doren com a segon nom. Es va graduar a la London Film School el 1987.
També ha escrit alguns guions i llibres com George the green boy i Words of wisdom.
Asbjørnsen va fundar i va ser l'editor en cap de Fritt Forlag. També és el cap de la productora Main Island Production. Des de setembre de 2013 fins a setembre de 2016, Asbjørnsen va treballar com a editor en cap a NKI Forlaget. Von Doren Asbjornsen és el fundador de la companyia independent de rellotges Von Doren - Fine Timepieces.